# Watanabe Arata
Arata Watanabe (sinh ngày 5 tháng 8 năm 1995) là một cầu thủ bóng đá người Nhật Bản.

## Sự nghiệp câu lạc bộ
Arata Watanabe đã từng chơi cho Albirex Niigata.